# Попув (Люблінське воєводство)
Попув (пол. Popów) — село в Польщі, у гміні Аннополь Красницького повіту Люблінського воєводства.
Населення — 252 особи (2011).
У 1975-1998 роках село належало до Тарнобжезького воєводства.

## Демографія
Демографічна структура станом на 31 березня 2011 року:
|          | Загалом | Допрацездатний вік | Працездатний вік | Постпрацездатний вік |
| -------- | ------- | ------------------ | ---------------- | -------------------- |
| Чоловіки | 124     | 25                 | 80               | 19                   |
| Жінки    | 128     | 25                 | 62               | 41                   |
| Разом    | 252     | 50                 | 142              | 60                   |